# SN 2002ix
SN 2002ix – supernowa typu II odkryta 1 listopada 2002 roku w galaktyce A233100-0929. W momencie odkrycia miała maksymalną jasność 22,20m.